# Franz Bueb
Franz Bueb (* 1916 oder 1919 in Schleswig-Holstein; † 26. Mai 1982 in Wien oder in Grillenberg, Gemeinde Hernstein in Niederösterreich) war ein deutsch-österreichischer Portraitist und Landschaftsmaler, der in erster Linie Aquarelle für den US-Geldadel und des Jetsets malte.

## Leben
Bueb besuchte die Berliner Kunsthochschule und emigrierte vor dem Ausbruch des Zweiten Weltkrieges in die USA, wo er als Plakatmaler, Dekorateur und Modezeichner Beschäftigung fand. Nach einer ersten Ausstellung 1943 in Washington, D.C. avancierte er zum Gesellschaftsmaler.

## Kataloge
- Eleonore Rodler: Franz Bueb – RETROspektive, Kral, Berndorf, 2014 ISBN 978-3-99024-279-7

## Ausstellungen
- 2016: Franz Bueb – Jackie Kennedys liebster Maler, Krupp Stadt Museum, Berndorf